# Rosa Scompiglio e i suoi amanti
Rosa Scompiglio e i suoi amanti (Rambling Rose) è un film del 1991 diretto da Martha Coolidge, tratto da un romanzo del 1972 di Calder Willingham, adattato per il cinema dallo stesso scrittore.

## Trama
Nel 1971, ritornato da adulto nella dimora nel sud degli Stati Uniti d'America dove trascorse la propria giovinezza, Buddy Hillyer ricorda i lontani anni Trenta, la propria precoce adolescenza e lo scompiglio portato in casa dall'arrivo di Rose, una graziosa ragazza di campagna che destò in lui forti curiosità, emozioni e turbamenti.

## Riconoscimenti
- 1992 - Premio Oscar
  - Candidatura Miglior attrice protagonista a Laura Dern
  - Candidatura Miglior attrice non protagonista a Diane Ladd
- 1992 - Golden Globe
  - Candidatura Miglior attrice in un film drammatico a Laura Dern
  - Candidatura Miglior attrice non protagonista a Diane Ladd
- 1992 - Independent Spirit Awards
  - Miglior film a Renny Harlin
  - Miglior regista a Martha Coolidge
  - Miglior attrice non protagonista a Diane Ladd
  - Candidatura Miglior attore protagonista a Robert Duvall
  - Candidatura Miglior fotografia a Johnny E. Jensen
- 1991 - Montreal World Film Festival
  - Premio alla miglior attrice a Laura Dern